# Prabuty (gemeente)
De gemeente Prabuty is een stad- en landgemeente in het Poolse woiwodschap Pommeren, in powiat Kwidzyński.
De gemeente bestaat uit 20 administratieve plaatsen solectwo: Antonin-Kamienna, Gdakowo, Gilwa, Gonty, Górowychy, Grodziec, Jakubowo, Julianowo, Kołodzieje, Laskowice, Obrzynowo, Pilichowo, Pólko, Raniewo, Rodowo, Stańkowo, Stary Kamień, Sypanica, Szramowo, Trumiejki
De zetel van de gemeente is in Prabuty.
Op 30 juni 2004 telde de gemeente 13 132 inwoners.

## Oppervlakte gegevens
In 2002 bedroeg de totale oppervlakte van gemeente Prabuty 197,12 km², waarvan:
- agrarisch gebied: 64%
- bossen: 20%

De gemeente beslaat 23,62% van de totale oppervlakte van de powiat.

## Demografie
Stand op 30 juni 2004:
| Omschrijving                   | Totaal | Totaal | Vrouwen | Vrouwen | Mannen | Mannen |
| ------------------------------ | ------ | ------ | ------- | ------- | ------ | ------ |
| eenheid                        | aantal | %      | aantal  | %       | aantal | %      |
| inwoners                       | 13 132 | 100    | 6595    | 50,2    | 6537   | 49,8   |
| bevolkingsdichtheid (inw./km²) | 66,6   | 66,6   | 33,5    | 33,5    | 33,2   | 33,2   |

In 2002 bedroeg het gemiddelde inkomen per inwoner 1406,99 zł.

## Aangrenzende gemeenten
Gardeja, Kisielice, Kwidzyn, Mikołajki Pomorskie, Ryjewo, Stary Dzierzgoń, Susz
- Virtual International Authority File: 40145602433501360966